# Route nationale 726
Die Route nationale 726, kurz N 726 oder RN 726, war eine französische Nationalstraße, die von 1933 bis 1973 in zwei Abschnitten zwischen Bonny-sur-Loire und einer Kreuzung mit der ehemaligen Nationalstraße 725 östlich von Mézières-en-Brenne verlief. Ihre Gesamtlänge betrug 131 Kilometer.
Als Alternative für die zweite Variante des Grand contournement de Paris kann bis zum Bau der Autobahn zwischen Bourges und Troyes statt der Nationalstraße 151 und der Autobahn 71 zwischen Vierzon und Auxerre die ehemalige Nationalstraße 726 bis Bonny-sur-Loire benutzt werden und von dort weiter bis Auxerre die ehemalige Nationalstraße 65.